# Натрофармакосидерит
Натрофармакосидерит — минерал, гидратированный арсенат железа, натрия и калия из группы фармакосидерита надгруппы фармакосидерита. Назван как натриевый аналог фармакосидерита. Радиоактивность — 30,39 GRapi. Вторичный, очень редко встречается в малых количествах в зонах окисления рудных месторождений.